# Do The A-side
『Do The A-side』（ドゥ・ザ・エー・サイド）は、日本のロックバンド・Do As Infinityが2005年9月28日にavex traxから発売した2枚目のベスト・アルバムである。

## 内容
前作『NEED YOUR LOVE』から約7ヶ月ぶり、ベスト・アルバムとしては前作『Do The Best』から約3年6ヶ月ぶり、『Do As Infinity LIVE IN JAPAN』以来の2枚組作品。映像作品『Do As Infinity LIVE IN JAPAN II』と同時発売された。
解散発表を機に発売され、今作発売までに発表された既発シングルの表題曲にリマスタリングを施し収録されたシングル・コレクションとなっている。
ジャケットが異なるCD+DVD盤とCD盤の2形態で発売され、CD+DVD盤には特典として全収録曲のミュージック・ビデオを収録したDVDが同梱された。
オリコンチャート初登場3位を獲得。前作に続きトップ3入りを果たし、日本レコード協会からのゴールドディスク認定を受けている。デイリーチャートでは首位を獲得している。

## 収録曲

### Disc 1
1. Tangerine Dream [4:20]
1stシングルの表題曲。
2. Heart [4:07]
2ndシングルの表題曲。
3. Oasis [4:44]
3rdシングルの表題曲。
4. Yesterday & Today [5:02]
4thシングルの表題曲。
5. rumble fish [4:08]
5thシングルの表題曲。
6. We are. [4:26]
6thシングルの表題曲。
7. Desire [4:31]
7thシングルの表題曲。
8. 遠くまで [4:30]
8thシングルの表題曲。シングルバージョンとしてはアルバム初収録。
9. Week! [4:18]
9thシングルの表題曲。
10. 深い森 [4:05]
10thシングルの表題曲。
11. 冒険者たち [4:09]
11thシングルの表題曲。

### Disc 2
1. 陽のあたる坂道 [4:26]
12thシングルの表題曲。
2. under the sun [4:08]
13thシングルの1曲目。
3. under the moon [4:28]
13thシングルの2曲目。アルバム初収録。
4. 真実の詩 [4:16]
14thシングルの表題曲。
5. 魔法の言葉〜Would you marry me?〜 [4:25]
15thシングルの表題曲。シングルバージョンはアルバム初収録。
6. 本日ハ晴天ナリ [3:16]
16thシングルの表題曲。
7. 柊 [4:32]
17thシングルの表題曲。
8. 楽園 [4:58]
18thシングルの表題曲。
9. For the future [4:20]
19thシングルの表題曲。
10. TAO [4:38]
20thシングルの表題曲。アルバム初収録。